# Percy Werth
Percy Werth (Santiago, Chile, 21 de noviembre de 1978) es un ex-baloncestista chileno que desarrolló una extensa carrera en el circuito de baloncesto profesional de su país y fue integrante de la selección de Chile en varias ocasiones.

## Trayectoria
Nacido en el seno de una familia que practicaba habitualmente el baloncesto, Werth aprendió los fundamentos del deporte en su hogar. Ya a los 8 años ingresó a la Universidad Católica, pasando a los 11 a la Universidad de Chile, sólo para volver a los 13 a la UC e integrar el plantel que conquistó el título del torneo Campioni del Domani en 1993.
En 1994 hizo su debut con el equipo profesional. Werth permaneció doce años en Basket UC, convirtiéndose en un jugador emblemático del club. Su actuación fue clave para que su equipo se consagrase campeón de la DIMAYOR en 2005, cortando así una sequía de títulos que arrastraba desde 1986. 
En 2007 dejó a los cruzados para fichar con Puente Alto. Tras dos años allí, se sumó a Liceo Mixto, equipo que venía de ser bicampeón de la DIMAYOR. Durante ese 2009, Werth tuvo un gran desempeño, brillando especialmente en las series finales del certamen en las que vencieron al Deportivo Valdivia, siendo finalmente reconocido como el MVP de esa instancia. 
Ante la crisis de la DIMAYOR de 2010 que llevó a Liceo Mixto a abandonar la competencia, Werth optó por desvincularse del club y firmar un contrato con Los Leones de Quilpué, club recientemente creado que estaba desarrollando un proyecto baloncestístico para competir profesionalmente. Allí jugó durante cuatro temporadas, siendo uno de los conductores del equipo.
En 2014 fichó con Sportiva Italiana, club en el que estuvo hasta 2016 (aunque se perdió la mayor parte de la temporada 2015 debido a una lesión en su hombro).
Terminó su carrera actuando con los New Crusaders en la Liga FebaChile entre 2017 y 2019.  
Werth también jugó entre 2019 y 2020 en varios torneos de baloncesto 3x3, incluyendo una parada del prestigioso Tour Mundial de Baloncesto 3x3 de 2019 -organizado por FIBA-, en la que representó a Santiago de Chile.

### Clubes
| Club                  | País  | Año         |
| --------------------- | ----- | ----------- |
| Universidad Católica  | Chile | 1994 - 2006 |
| Puente Alto           | Chile | 2007 - 2008 |
| Liceo Mixto           | Chile | 2009        |
| Los Leones de Quilpué | Chile | 2010 - 2013 |
| Sportiva Italiana     | Chile | 2014 - 2016 |
| New Crusaders         | Chile | 2017 - 2019 |

## Selección nacional
Werth jugó con la selección de baloncesto de Chile tanto a nivel juvenil como a nivel mayor.
Estuvo presente en representación de su país en tres ediciones del Campeonato Sudamericano de Baloncesto: la de 1999, la de 2001 y la de 2004.
En 2019 fue parte del plantel de la selección de baloncesto 3x3 de Chile que compitió en la AmeriCup 3x3 en Miami.

## Vida privada
Estudió ingeniería comercial en la Universidad Gabriela Mistral, jugando además con los colores de la institución en el Campeonato Nacional Universitario.